# Mille Troelsen
Mille Troelsen (født 12. november 2002 i Sunds) er en cykelrytter fra Danmark, der kører for KDM-Pack Cycling Team.

## Karriere
Troelsen begyndte at cykel hos Herning Cykle Klub. Ved DM i landevejscykling 2019 endte hun på tredjepladsen ved juniorenes enkeltstart. Året efter blev det til sølvmedalje i samme disciplin. Fra starten af 2021 skiftede hun til Cykling Odenses eliteteam. Forinden var hun blevet en del af det danske landshold, og i september 2021 deltog hun som 18-årig ved U23-europamesterskaberne.
Fra starten af 2022 skiftede Mille Troelsen sammen med Julie Uhre til det franske hold Team Macadam’s Cowboys. Efter én sæson i Frankrig, skiftede Troelsen fra 2023-sæsonen til belgiske KDM-Pack Cycling Team.